# Ефект низької бази
Ефект низької бази в економіці, фінансах, демографії і статистиці виникає тоді, коли вражаючі темпи зростання того чи іншого індикатора пояснюються його вкрай низьким стартовим показником. Наприклад, збільшення числа замовлень з 1 до 5 вказує на 400% зростання. Для порівняння, приріст числа замовлень з 500 до 510 в статистиці відображається лише як 2%-ве зростання, незважаючи на більшу абсолютну величину приросту (10 проти 4). У цьому випадку спостерігається зворотне явище: ефект високої бази, при якому індикатори ростуть зменшеними темпами. І той, і той ефекти можна охарактеризувати загалом як ефект бази.

## Значення
Ефект низької бази, як більш вражаючий, часто використовується для різного роду статистичних маніпуляцій, залучення інвесторів до країн, що розвиваються, в публіцистиці при гонитві за сенсаціями і т. д. Саме цим ефектом часто можна пояснити високі (7-10%) темпи зростання ВВП в таких країнах, як КНР, Індія, Таїланд на фоні темпів зростання ВВП розвинених країн, де приріст ВВП у розмірі хоча б 2% в рік вважається хорошим показником. Але в цілому, за рідкісними винятками, реальне збільшення добробуту країн, що розвиваються, часто залишається гіршим порівняно з розвиненими країнами. Справа в тому, що підвищити продуктивність праці в країні, що розвивається, набагато простіше, ніж у розвиненій, оскільки розвинені країни і так уже використовують усі найновіші технології, отже, можливості їх подальшої оптимізації не приводять до революційних проривів. Ефект низької бази спостерігається в нових галузях економіки при незначному абсолютному обсязі. Також може спостерігатися і там, де відбувається деяке пожвавлення зростання після тривалого періоду скорочення обсягів виробництва внаслідок кризи, що цьому передувала, депресії.

### Демографічні приклади
У демографічних процесах ефект низької бази також часто виявляється в статистичних порівняннях. Приміром, у населенні Казахстану між 1989 і 1999 рр. частка казахів у містах зросла на 45,3%, а в селах лише на 9,0%, що пояснювалося частково і ефектом низької бази казахів у містах і високою в селах: більшість казахів КазССР в 1989 були селянами (61,7%), проте в міста попрямував значний потік казахської міграції по лінії село-місто. Максимальні відсоткові темпи приросту казахів показали Алмати і Астана, де частка і кількість казахів були мінімальні. Подібні процеси спостерігалися і в казахстанських уйгурів: їх частка у містах за те ж десятиліття зросла на 30,1%, у селах, де уйгури в основному проживають, лише на 7,9% через ефект високої бази.

## Приклади
| Період                  | Індикатор               | Абс. Приріст            | Відносн. приріст        |
| ----------------------- | ----------------------- | ----------------------- | ----------------------- |
| 0                       | 1                       | --                      | --                      |
| 1                       | 2                       | 1                       | 100 %                   |
| 2                       | 3                       | 1                       | 50 %                    |
| 3                       | 4                       | 1                       | 33 %                    |
| {\displaystyle \vdots } | {\displaystyle \vdots } | {\displaystyle \vdots } | {\displaystyle \vdots } |
| 100                     | 101                     | 1                       | 1 %                     |

| 0 рік            | 1 рік | 2 рік | 3 рік | 4 рік | 5 рік |      |
| Фірма А, продажу | 100   | 120   | 140   | 160   | 180   | 200  |
| Абс. приріст     | –     | 20    | 20    | 20    | 20    | 20   |
| % зростання      | –     | 20    | 16,7  | 14,3  | 12,5  | 11,1 |
| Фірма Б, продажу | 100   | 90    | 80    | 70    | 60    | 80   |
| Абс. приріст     | –     | -10   | -10   | -10   | -10   | 20   |
| % зростання      | –     | -10   | -11,1 | -12,5 | -14,3 | 33,3 |